# Prvenstvo Hrvatske u vaterpolu 2012./13.
Ovo je 22. izdanje hrvatskog vaterpolskog prvenstva. Četiri momčadi koje su ostvarile najbolji plasman u ligaškom dijelu natjecanja u Jadranskoj ligi idu u doigravanje za naslov prvaka Hrvatske. To su Primorje (1. u JVL), Jug (2.), Mladost (3.) i Mornar (5.). Naslov je peti put uzastopno osvojio dubrovački Jug. Ovim (jedanaestim) naslovom Jug je prestigao Mladost (10 naslova) po broju naslova prvaka Hrvatske i postao klub koji je najviše puta osvajao taj trofej.

## Doigravanje za prvaka

### Poluzavršnica
- prvi susreti

| 20. i 21. travnja 2013. |   |         |      |                   |
| Primorje                | - | Mornar  | 14:4 | (2:0,4:0,4:1,4:3) |
| Jug                     | - | Mladost | 12:2 | (3:1,4:1,3:0,2:0) |

- drugi susreti

| 23. i 24. travnja 2013. |   |          |      |                           |
| Mornar                  | - | Primorje | 6:11 | (2:5,1:1,3:2,0:3)         |
| Mladost                 | - | Jug      | 9:10 | (3:1,2:3,1:1,2:3;0:0,1:2) |

### Za treće mjesto
| Mladost          | – | Mornar Brodospas | 15:8 |
| Mornar Brodospas | – | Mladost          | 10:9 |
| Mladost          | – | Mornar Brodospas | 11:6 |

### Završnica
- prvi susret

| 4. svibnja 2013. |   |     |     |                   |
| Primorje         | - | Jug | 8:9 | (2:1,1:3,3:3,2:2) |

- drugi susret

| 8. svibnja 2013. |   |          |      |                   |
| Jug              | - | Primorje | 10:8 | (1:1,2:0,3:4,4:3) |

- treći susret

| 15. svibnja 2013. |   |     |     |                   |
| Primorje          | - | Jug | 6:5 | (1:1,0:2,2:0,3:2) |

- četvrti susret

| 19. svibnja 2013. |   |          |     |                   |
| Jug               | - | Primorje | 9:7 | (2:1,3:1,1:3,3:2) |

## Doigravanje za 5. – 8. mjnesta

### Poluzavršnica za 5. – 8. mjesta
| prve utakmice:  | prve utakmice: | prve utakmice: |
| --------------- | -------------- | -------------- |
| Jadran          | 9:8            | Medveščak      |
| OVK POŠK        | 12:7           | Šibenik        |
|                 |                |                |
| druge utakmice: |                |                |
| Medveščak       | 7:11           | Jadran         |
| Šibenik         | 6:12           | OVK POŠK       |

### za 7. mjesto
| Medveščak | 18:9 | Šibenik   |
| Šibenik   | 6:13 | Medveščak |

### za 5. mjesto
| OVK POŠK | 10:7 | Jadran   |
| Jadran   | 11:9 | OVK POŠK |
| OVK POŠK | 8:5  | Jadran   |

## Konačni poredak
- 1. Jug Croatoia osiguranje – Dubrovnik
- 2. Primorje Erste banka – Rijeka
- 3. Mladost – Zagreb
- 4. Mornar Brodospas – Split
- 5. OVK POŠK – Split
- 6. Jadran – Split
- 7. Medveščak – Zagreb
- 8. Šibenik – Šibenik

## Sastavi momčadi
- Jug:  Andro Bušlje (1986.),  Marko Macan (1993.),  Tihomil Vranješ (1977.),  Marko Bautović (1991.),  Marko Ivanković (1991.),  Nino Blažević (1992.),  Marko Bijač (1991.),  Hrvoje Benić (1992.),  Marino Fatović (1994.),  Miho Bošković (1983.),  Mirko Nižić (1990.),  Antun Goreta (1995.),  Tino Cvjetković (1993.),  Frano Karač (1977.),  Aleksandar Ivović (1986.),  Pavo Marković (1985.),  Boris Pavlović (1980.),  Maro Joković (1987.),  Nikola Janović (1980.),  Pavo Zonić (1993.),  Toni Popadić-Batina (1994.),  Nikša Dobud (1985.),  Anthony Azevedo (1981.); trener  Veselin Đuho (1960.)